# NOPAT
Nella finanza aziendale il Net Operating Profit After Taxes è il reddito operativo al netto delle imposte per tutti i finanziatori, sia azionisti (shareholders) che detentori di debito (debt holders). Il NOPAT è usato da analisti e investitori perché è un indice accurato e preciso della redditività e utile per la comparazione con i dati storici della stessa impresa e del settore.
Il NOPAT è calcolato attraverso la sottrazione degli oneri finanziari e altri eventi non operativi (oneri e proventi non ricorrenti) dal reddito netto. La formula è:
NOPAT = reddito netto - proventi non operativi al netto delle imposte + oneri non operativi al netto delle imposte + oneri finanziari al netto delle imposte
Il NOPAT esclude gli eventi straordinari (non ricorrenti) poiché non sono parte della reale redditività dell'attività caratteristica. Per esempio una società può effettuare un'acquisizione di altra società, bensì i costi relativi all'operazione non si ripresenteranno nei futuri esercizi. I costi dell'acquisizione avrebbero un effetto negativo sulla redditività dell'esercizio in cui avviene l'operazione, quindi devono essere esclusi dalle analisi di efficienza operativa e finanziaria dell'impresa per un'analisi accurata della situazione economica e finanziaria e la comparazione con i concorrenti.
Il NOPAT approssima l'EBIAT (earnings before interest after taxes). Un indice più grezzo è:
NOPAT= reddito operativo x (1 - aliquota d'imposta).
Il NOPAT è usato nel calcolo del valore economico aggiunto e dei flussi di cassa.